# Zamość (Warszawa)
Zamość – dawna wieś, obecnie jedno z osiedli w południowej części warszawskiej dzielnicy Wilanów, na terenie obszaru MSI Powsin. 
Zamość znajduje się na wschód od Powsina właściwego a na zachód od Latoszek. We wschodniej części znajduje się Jezioro Struga. Jest to obszar głównie rolniczy z zabudową jednorodzinną.